# Trichosurus
Trichosurus és un gènere de marsupials de la família dels falangèrids, dins l'ordre dels diprotodonts.
Conté cinc espècies:
- Pòssum septentrional, Trichosurus arnhemensis
- Pòssum de muntanya (T. caninus)
- Pòssum de Cunningham, Trichosurus cunninghami
- Pòssum de Johnston, Trichosurus johnstonii
- Pòssum comú, Trichosurus vulpecula